# Ádám–Éva-ház
Az 1904-ben épült, Ádám–Éva-háznak nevezett épület Kaposvár egyik szecessziós stílusú műemléke. Külső díszítésének elkészültekor a lakosság egy részében felháborodást keltett, hogy homlokzati domborművei Évát teljesen meztelenül ábrázolják.

## Története

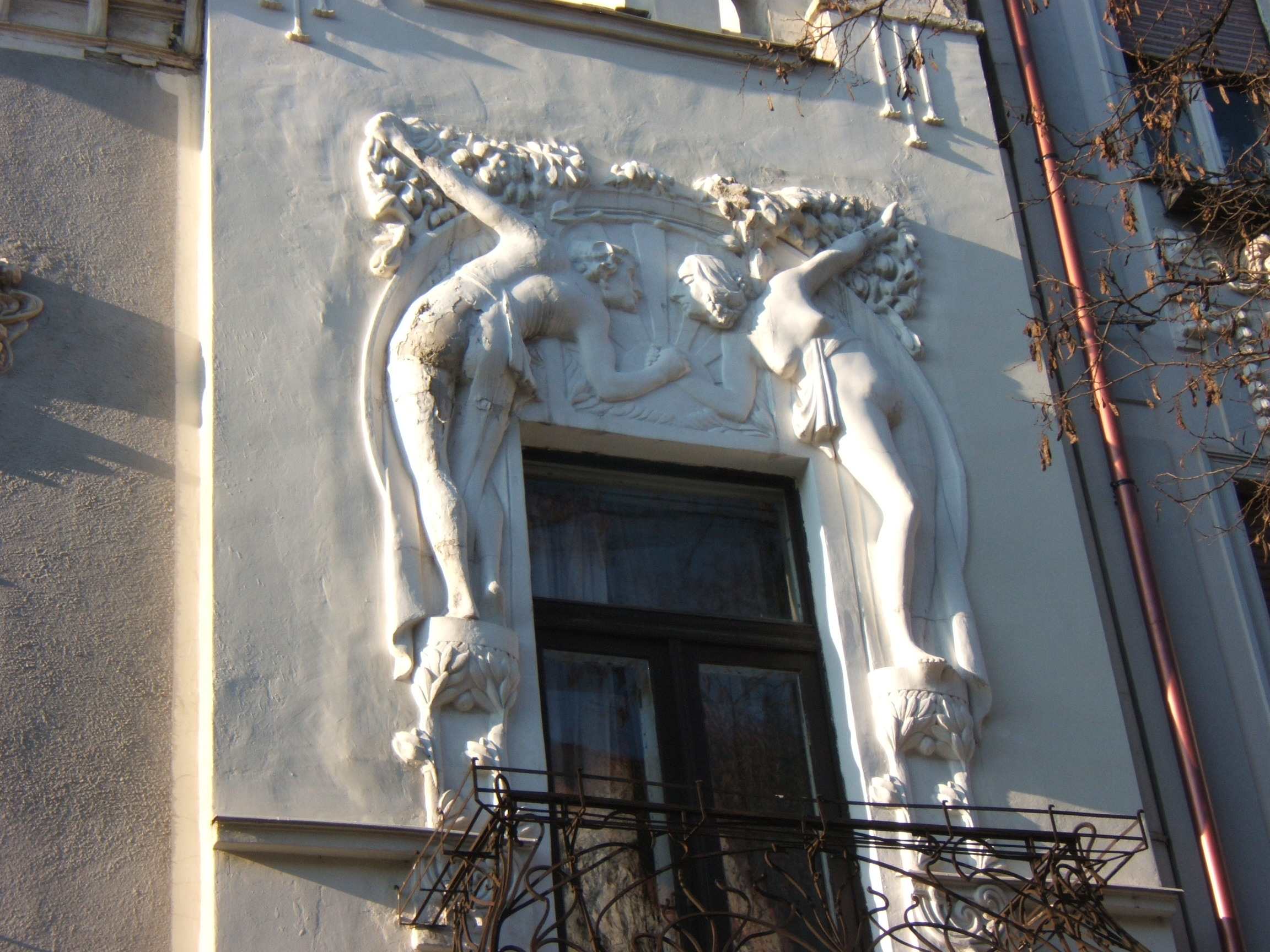
A vitákat kiváltó, meztelen alakokat ábrázoló díszítés

Az épületet az a Betnár Nándor kaposvári vállalkozó építtette 1904-ben, aki egy évvel később Tokajy Nagy Imre gépészmérnökkel közösen megalapította az Első Kaposvári Vasöntöde, Gép- és Pénzszekrénygyár és Kútfúró Vállalat nevű üzemet. Az az időszak volt ez, amikor Kaposváron virágzott a szecessziós építészet: a belvárosban ma is számos ilyen stílusú épület áll. Többük, köztük az Ádám–Éva-ház tervezője Himler Dezső építész volt.
Az épület legfőbb értékei a homlokzatdíszek, közülük is kiemelkedik a Biblia alakjait, Ádámot és Évát ábrázoló két dombormű. Ezeket 1912-ben készítette két Imre keresztnevű kőfaragó: Borovitz és Csikász Imre. Ádámot Borovitz, Évát Csikász vállalta, és munkájuk megkezdésekor versengeni kezdtek: 25 üveg sörben fogadtak, melyikük készíti el előbb a sajátját. A versenyt Csikász Imre nyerte, aki 12 óra alatt készült el Éva alakjával. Emellett azonban több másik, figyelemre méltó dísz is látható a házon: a pártázatot emberfejek, a főbejárat feletti íves oromzat dátummezőjét pedig halálfejek teszik változatossá, emellett számos indás-virágos növényi díszítőelem tekereg még a falon. Ezek a születést, a tavaszt jelképezik, a koponyák természetesen az elmúlást. Az erkélykorlátok és a belső lépcsőkorlát lakatosmunkáit a kaposvári Rózsa Ignác végezte, aki egyebek mellett az Országház hasonló munkáin is dolgozott.